# Rayman Origins
Rayman Origins es un videojuego de plataformas desarrollado por Ubisoft Montpellier y publicado por Ubisoft para las consolas PlayStation 3, Wii, Xbox 360, Nintendo 3DS y PlayStation Vita. Posteriormente salió también una versión para Microsoft Windows.
La historia sigue a Rayman, su amigo Globox y a dos Diminutos en su lucha contra los Darktoons y otras criaturas malvadas que han infectado el Claro de los sueños. 
Rayman Origins ha recibido buenas críticas, siendo muy elogiado por su estilo gráfico, diseño de niveles, y el sentido del humor. A pesar de su recepción crítica, no funcionan muy bien comercialmente durante su lanzamiento original en noviembre de 2011. Un juego para móviles basado en Origins, titulado Rayman Jungle Run, fue desarrollado por Pastagames y lanzado para iOS , Android y Windows Phone 8, el 29 de mayo de 2013. Una secuela, Rayman Legends , fue lanzado para Microsoft Windows, PlayStation 3, PlayStation Vita, Wii U y Xbox 360 el 29 de agosto de 2013, en Australia y Europa el 30 de agosto de 2013, por último el 3 de septiembre de 2013 en América del Norte a las buenas críticas similares.

## El juego
Rayman Origins es un juego de plataformas de desplazamiento lateral con elementos de resolución de puzles. El juego contiene modos para un solo jugador y multijugador, con soporte para 4 jugadores. Los jugadores tendrán el control del héroe principal Rayman, Globox y dos Diminutos.
El objetivo es completar los niveles y salvar el Claro de los sueños. En general, hay más de 60 niveles en el juego, que tendrán lugar en 12 entornos diferentes. El jugador se mueve desde el lado izquierdo de la pantalla hacia el lado derecho, podrá luchar contra los enemigos y recoger diversos objetos en el camino. Algunos niveles tienen capas adicionales que pueden ser exploradas. Hay lugares secretos a los que sólo se puede llegar si los jugadores cooperan entre sí. El sonido y la música juegan un papel importante en la jugabilidad, ya que se sincronizan con las acciones del jugador. Al igual que en New Super Mario Bros. Wii, los jugadores que mueren durante el multijugador se convertirán en un globo y flotaran hasta que otro jugador los libere. Sin embargo, un jugador debe permanecer con vida para el progreso, y la función no está disponible en el modo de un solo jugador.

## Historia
El juego nos sitúa en el Claro de los Sueños. Empieza en el Árbol de los Ronquidos, donde Rayman, Globox, los Diminutos y el Soñador de Burbujas (Polokus) están durmiendo plácidamente. No se han dado cuenta de que cerca de ellos había un micrófono camuflado como una flor que hacía que sus ronquidos llegaran hasta la Tierra de los No-tan Muertos, quienes se revelan y salen a la superficie, invaden el Claro de los Sueños y apresan a Rayman, a sus amigos y a los Electoons. Rayman y sus amigos deben detener esto y salvar el Claro de los Sueños. Por el camino, rescatarán a Betilla el Hada y a sus hermanas, quienes les darán nuevos poderes. El juego cuenta con personajes y criaturas del primer juego de la serie, como Betilla el Hada y el Mago, aquí llamado Ales Mansay. El juego es accesible para los jugadores no familiarizados con la franquicia Rayman.

## Confusión y retraso
Rayman Origins, que fue planeado originalmente como un juego por episodios, iba a ser lanzado a fines del año 2010. Sin embargo, se decidió aplazar el estreno sin aviso durante un tiempo indefinido. A finales de abril de 2011, Ubisoft declaró el proyecto como "no muerto".
A principios de mayo, la página web " Gry-online.pl " declaró haber tenido una entrevista con Michel Ancel en la que aclaró que el juego sería lanzado en torno a Navidad del 2011. Finalmente, el juego se comercializó en formato físico y se abandonó la idea de lanzarlo en formato descargable por capítulos.

## Curiosidades
- Éste es el primer videojuego de la serie donde podemos volver a ver por primera vez a Rayman físicamente inmaduro e hiperactivo, como el popular Bob Esponja.